# 厄尔特
厄尔特（法語：Hœrdt，法語發音：[œʁt]）是法国下莱茵省的一个市镇，属于阿格诺-维桑堡区。

## 地理
厄尔特（48°41'47"N, 7°47'2"E）面积16.56 平方千米，位于法国大東部大區下莱茵省，该省份为法国大陆部分最东部的省份，是阿尔萨斯的一部分，今与上莱茵省组成了阿尔萨斯欧洲集体，其南至上莱茵省，西南接孚日省和默尔特-摩泽尔省，西接摩泽尔省，北与德国接壤。
与厄尔特接壤的市镇（或旧市镇、城区）包括：拉旺策诺、比特勒奈姆、热代尔坦、基尔斯泰、文德奈姆、韦埃尔桑。

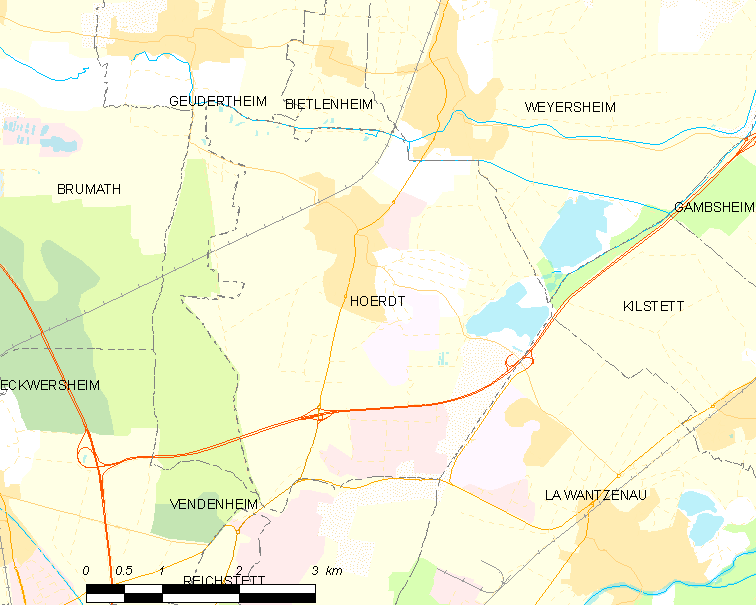
厄尔特的OSM定位图

厄尔特的时区为UTC+01:00、UTC+02:00（夏令时）。

## 行政
厄尔特的邮政编码为67720，INSEE市镇编码为67205。

## 政治
厄尔特所属的省级选区为布吕马特县。

## 人口

1962-2008年间厄尔特人口变化图示

厄尔特于2022年1月1日时的人口数量为4557人。